# Kassa Overall

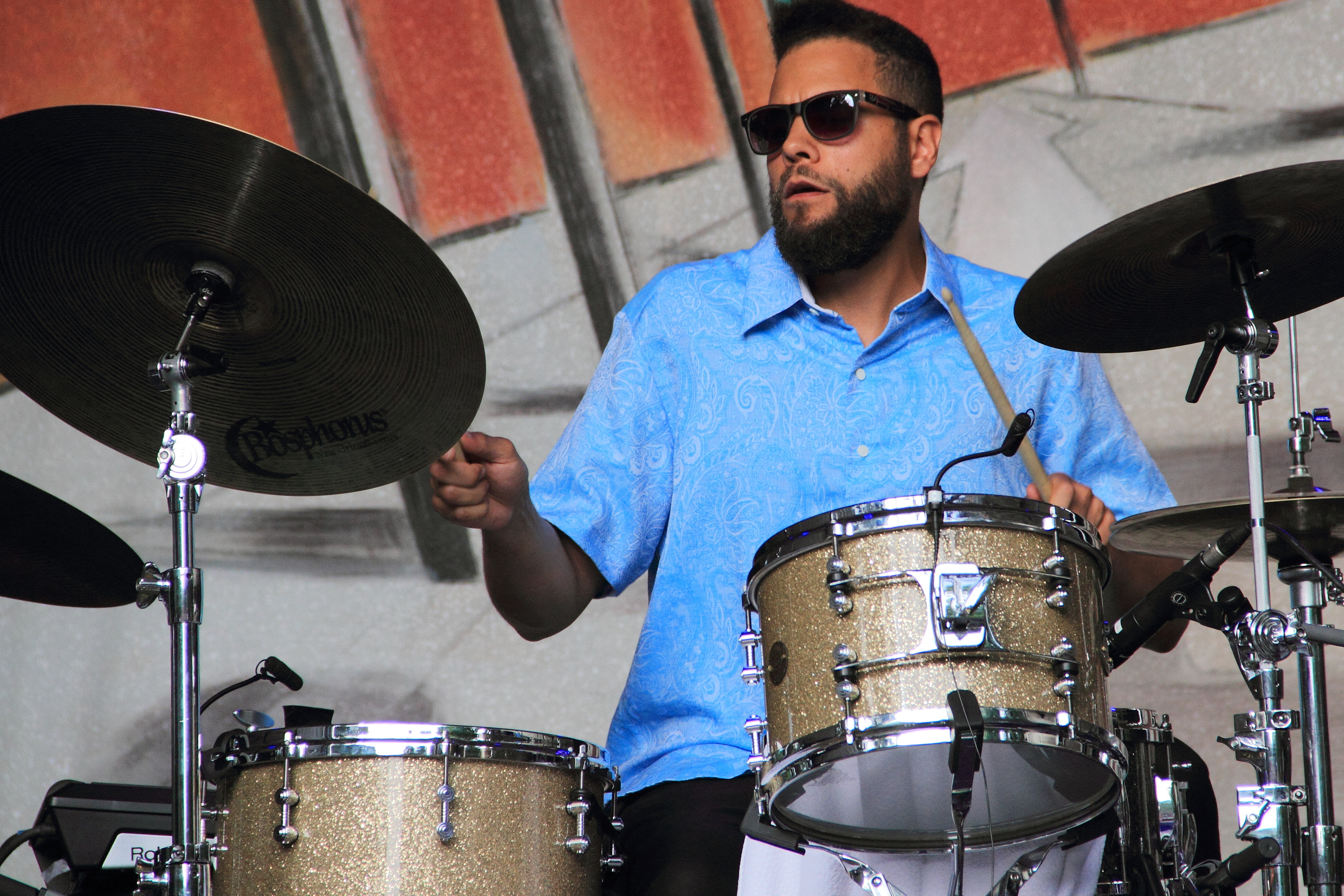
Kassa Overall met de band van Arto Lindsay op TFF Rudolstadt, 2014

Kassa Overall (Seattle, circa 1980) is een Amerikaanse jazzdrummer, -zanger en componist.

## Biografie
Overall studeerde muziek aan Oberlin College, bij Billy Hart, Michael Rosen, Elvin Jones en Billy Higgins. Na deze studie ging hij naar New York waar hij speelde met onder anderen Christian McBride, Donald Byrd, Vijay Iyer, Francis & the Lights, Mayer Hawthorne, Wallace Roney, Ravi Coltrane, Gary Bartz, Iron Solomon en Gordon Voidwell. Hij speelde meerdere jaren in de groep Timelife van Geri Allen (opnamen in 2009) en werkte regelmatig met de groep van Theo Crokers. Hij nam op met Anne Drummond (Revolving, 2012). Verder werkte hij mee aan verschillende hiphop- en independent rock-projecten. Hij werkte als rapper en producent mee met Das Racist en het duo Kool & Kass (met Kool A.D.). Hij speelde in de huisband van The Late Show van Stephen Colbert. Als solist kwam hij met de singles Cauliflower (2014), Naked Light (2016) en Cussing at the Strip (2017). Met Peter Evans en John Hébert nam hij het album Zebulon op (More Is More Records, 2013). Tegenwoordig speelt hij in Stephan Crumps band Rhombal (met Ellery Eskelin en Adam O’Farrill).